# Steinbach (Familienname)
Steinbach ist ein deutschsprachiger Familienname.

## Namensträger

### A
- Andreas Steinbach (* 1965), deutscher Ringer
- Andrzej Steinbach (* 1983), deutscher Fotografie- und Performancekünstler
- Angela Steinbach (* 1955), deutsche Schwimmerin
- Anton Steinbach (1844–1918), deutscher Heimatdichter und Lehrer
- Armin Steinbach (* 1978), deutscher Staatswissenschaftler
- Arndt Steinbach (* 1968), deutscher Politiker (CDU)

### B
- Bernd Steinbach (* 1952), deutscher Informatiker und Hochschullehrer
- Bernhard Steinbach (1933–um 1999), deutscher Jurist
- Bjorn Steinbach (* 1985), südafrikanischer Schauspieler
- Burkhard Steinbach (* 1970), deutscher Basketballspieler

### C
- Christian Steinbach (Politiker, 1921) (1921–1999), deutscher Politiker (SPD), MdL Niedersachsen
- Christian Steinbach (Politiker, 1973) (* 1973), deutscher Politiker (CDU), MdL Sachsen
- Christoph Ernst Steinbach (1698–1741), deutscher Lexikograph

### D
- David Steinbach (1563–nach 1592), deutscher Prediger

### E
- Eckehard Steinbach (* 1969), deutscher Nachrichtentechniker und Hochschullehrer
- Eduard Steinbach (1878–1939), deutscher Maler
- Emil Steinbach (1846–1907), österreichischer Politiker
- Eric Steinbach (* 1980), US-amerikanischer American-Football-Spieler
- Erika Steinbach (* 1943), deutsche Politikerin und Vertriebenenfunktionärin
- Ernst Steinbach (Theologe) (1906–1984), deutscher evangelischer Theologe und Religionsphilosoph
- Ernst Steinbach (Politiker) (* 1939), österreichischer Politiker (SPÖ)
- Erwin von Steinbach (um 1244–1318), deutscher Steinmetz und Baumeister
- Erwin Steinbach (Mediziner) (1866–1900), deutscher Mediziner, Sprachforscher und Sammler

### F
- Falko Steinbach (* 1957), deutscher Pianist und Komponist
- Franz Steinbach (1895–1964), deutscher Historiker
- Friedrich Steinbach (1937–2020), deutscher Chemiker und Hochschullehrer
- Fritz Steinbach (1855–1916), deutscher Musiker und Dirigent

### G
- Gunter Steinbach (1938–2002), deutscher Autor und Herausgeber
- Günther Steinbach (1934–2020), österreichischer Beamter und Autor

### H
- Haim Steinbach (* 1944), israelisch-US-amerikanischer Objekt- und Installationskünstler
- Hannes Steinbach (* 2006), deutscher Basketballspieler
- Hans Steinbach (Journalist) (1896–1979), deutscher Journalist
- Hans Steinbach (Schriftsteller) (1907–1966), deutscher Mundartschriftsteller
- Hans-Dieter Steinbach (* 1952), deutscher Diplomat
- Hans Erwin Steinbach (1896–1971), deutscher Maler
- Helma Steinbach (1847–1918), deutsche Konsumgenossenschafterin und Gewerkschafterin
- Helmut Steinbach (1929–2019), deutscher Dirigent
- Heribert Steinbach (1937–2013), deutscher Opernsänger (Tenor)
- Hugo Steinbach (1873–nach 1927), deutscher Architekt

### I
- Ingo Steinbach (* 1958), deutscher Physiker und Hochschullehrer

### J
- Jörg Steinbach (Agrarwissenschaftler) (1935–2021), deutscher Agrarwissenschaftler und Hochschullehrer für Ökologie der Nutztiere
- Jörg Steinbach (* 1956), deutscher Prozesswissenschaftler, Hochschullehrer und Politiker (SPD), Landesminister in Brandenburg
- Josef Steinbach (1879–1937), österreichischer Gewichtheber und Tauzieher
- Josef Steinbach (Geograph) (* 1941), österreichischer Geograph und Schriftsteller
- József Steinbach (* 1964), ungarischer reformierter Bischof

### K
- Karin Steinbach Tarnutzer (* 1966), deutsch-schweizerische Autorin, Lektorin und Journalistin
- Karl Steinbach (1909–?), österreichischer Wasserballspieler
- Klaus Steinbach (* 1953), deutscher Schwimmer, Arzt und Sportfunktionär
- Kurt Steinbach (Zahnmediziner) (1890–1974), deutscher Zahnarzt und Kieferchirurg
- Kurt Steinbach (Maler) (1895–1969), deutscher Neurologe und Maler
- Kurt Steinbach (Fußballspieler) (* 1922), deutscher Fußballtorwart

### L
- Laura Steinbach (* 1985), deutsche Handballspielerin
- Lena Steinbach (* 1992), deutsche Fußballspielerin
- Lothar Steinbach (* 1937), deutscher Historiker und Geschichtsdidaktiker
- Ludwig Steinbach (1893–1944), deutscher Landwirt, Heimatdichter und Heimatforscher
- Ludwig C. A. Steinbach (1812–?), deutscher Maler

### M
- Manfred Steinbach (* 1933), deutscher Leichtathlet, Arzt und Sportfunktionär
- Manfred Steinbach (Ingenieur) (1937–2017), deutscher Ingenieur und Hochschullehrer
- Marc Christian Steinbach (* 1963), deutscher Mathematiker und Hochschullehrer
- Mark Steinbach (* 1968), deutscher Ruderer
- Markus Steinbach (* 1967), deutscher Linguist
- Matthias Steinbach (* 1966), deutscher Historiker
- Michael Steinbach (* 1969), deutscher Ruderer

### N
- Nico Steinbach (* 1984), deutscher Politiker (SPD)
- Nikolaus Steinbach (1854–1936), deutscher Bildhauer

### O
- Oskar Steinbach (1913–1937), deutscher Motorradrennfahrer
- Otto Steinbach (1894–1986), deutscher Architekt und Mitglied des Hannoverschen Provinziallandtags

### P
- Paul Steinbach (1889–1970), deutscher Generalmajor
- Peter Steinbach (Drehbuchautor) (1938–2019), deutscher Autor
- Peter Steinbach (Historiker) (* 1948), deutscher Historiker
- Petre Steinbach (1906–1996), rumänischer Fußballspieler
- Poldi Steinbach (1904–1944), österreichischer Boxer

### R
- Robert Steinbach (1886–1952), österreichischer Bibliothekar
- Rudolf Steinbach (1903–1966), deutscher Architekt und Hochschullehrer

### S
- Sabine Steinbach (* 1952), deutsche Schwimmerin
- Sandra Steinbach (* 1975), deutsche Schauspielerin
- Sebastian Steinbach (* 1978), deutscher Numismatiker
- Settela Steinbach (1934–1944), niederländische Sintitsa

### T
- Theodor Steinbach (1871–1930), deutscher Priester und Heimatdichter

### U
- Udo Steinbach (1943–2025), deutscher Islamwissenschaftler
- Ulrich Steinbach (* 1968), deutscher Politiker (Grüne)

### W
- Walter Steinbach (Schriftsteller) (1902–1947), deutscher Schriftsteller und Herausgeber
- Walter Christian Steinbach (* 1944), deutscher Politiker
- Wendelin Steinbach (1454–1519), deutscher Theologe
- Werner Steinbach (1919–2005), deutscher Maschinenbauingenieur und Hochschullehrer
- Wilhelm Steinbach (1691–1752), deutscher Pfarrer und Chronist
- Wiltrud Steinbach, deutsche Tischtennisspielerin
- Wolfgang Steinbach (* 1954), deutscher Fußballspieler
- Wolfgang Müller-Steinbach (* 1945), deutscher Pianist, Komponist und Hochschullehrer